# Vysoký Újezd (Beroun)
Vysoký Újezd é uma comuna checa localizada na região da Boêmia Central, distrito de Beroun.